# Cédric Kassongo
Cédric Kassongo est un boxeur suisse d'origine congolaise né le 12 mars 1987 à Lubumbashi en République démocratique du Congo.

## Biographie
Fils de Mousse Moukandjo Kassongo, ancien champion du Congo et champion d'Afrique dans les années 1980, Cédric commence à mettre les gants à l'âge de 7 ans dans une salle de boxe d'un quartier populaire de Lubumbashi ouverte au début des années 1990 par son oncle Joe Kassongo. Avant de passer professionnel, Cédric disposait d’une grande expérience en amateur avec un palmarès de 73 victoires contre 2 défaites et 1 nul. Il a remporte le titre de champion de Suisse amateur dans 3 catégories différentes poids légers, poids super-légers et poids welters. En tant que boxeur professionnel, il échoue pour le titre national des poids welters le 11 juin 2016 face à Ricardo Silva par KO au 7e round.

## Lire aussi
- Gaël Assumani
- Ilunga Makabu

## Référence
1. ↑  (fr) Profil sur sportenote.com